# Félix Malu wa Kalenga
 (mai 2020).
La mise en forme du texte ne suit pas les recommandations de Wikipédia : il faut le « wikifier ».
Les points d'amélioration suivants sont les cas les plus fréquents. Le détail des points à revoir est peut-être précisé sur la page de discussion.
- Les titres sont pré-formatés par le logiciel. Ils ne sont ni en capitales, ni en gras.
- Le texte ne doit pas être écrit en capitales (les noms de famille non plus), ni en gras, ni en italique, ni en « petit »…
- Le gras n'est utilisé que pour surligner le titre de l'article dans l'introduction, une seule fois.
- L'italique est rarement utilisé : mots en langue étrangère, titres d'œuvres, noms de bateaux, etc.
- Les citations ne sont pas en italique mais en corps de texte normal. Elles sont entourées par des guillemets français : « et ».
- Les listes à puces sont à éviter, des paragraphes rédigés étant largement préférés. Les tableaux sont à réserver à la présentation de données structurées (résultats, etc.).
- Les appels de note de bas de page (petits chiffres en exposant, introduits par l'outil «  Source ») sont à placer entre la fin de phrase et le point final[comme ça].
- Les liens internes (vers d'autres articles de Wikipédia) sont à choisir avec parcimonie. Créez des liens vers des articles approfondissant le sujet. Les termes génériques sans rapport avec le sujet sont à éviter, ainsi que les répétitions de liens vers un même terme.
- Les liens externes sont à placer uniquement dans une section « Liens externes », à la fin de l'article. Ces liens sont à choisir avec parcimonie suivant les règles définies. Si un lien sert de source à l'article, son insertion dans le texte est à faire par les notes de bas de page.
- La présentation des références doit suivre les conventions bibliographiques. Il est recommandé d'utiliser les modèles {{Ouvrage}}, {{Chapitre}}, {{Article}}, {{Lien web}} et/ou {{Bibliographie}}. Le mode d'édition visuel peut mettre en forme automatiquement les références.
- Insérer une infobox (cadre d'informations à droite) n'est pas obligatoire pour parachever la mise en page.

Pour une aide détaillée, merci de consulter Aide:Wikification.
Si vous pensez que ces points ont été résolus, vous pouvez retirer ce bandeau et améliorer la mise en forme d'un autre article.
Félix Malu wa Kalenga né le 22 septembre 1936 à Boma et mort le 22 avril 2011 à Kinshasa. De nationalité Congolaise, il suivit une formation en ingénierie civile électrique et électronique
Dès 1963, il devint Professeur en sciences nucléaires.

## Biographie

### Jeunesse et vie de famille
Félix Malu wa Kalenga descend du Grand Chef coutumier Sapu, son arrière arrière-grand-père. Ce dernier est connu pour son refus de collaborer à la traite négrière avec les Arabes. Quant à son père, Papa Malu, il est passé par des bonnes études qui lui ont permis d’assumer les fonctions d’administrateur avant l’indépendance. Mama Félie, sa mère, a été une couturière bien connue de la bonne société. Né le 22 septembre 1936 à Boma, une ville portuaire du Kongo Central, le jeune Félix y effectue également des brillantes études scolaires, dont ses humanités scientifiques à la Colonie scolaire de Boma, une œuvre centenaire des Frères des écoles chrétiennes. Il termine son cursus scolaire en 1954, à l’âge de 18 ans. De son mariage en septembre 1968 avec Mariette Thienza sont nés cinq enfants : Mano (femme), Odia (femme), Disanka (homme), Raïssa (femme) et Félix (homme). Félix Malu wa Kalenga  est également grand-père de neuf petits-enfants : 6 filles et 3 garçons.

### Formation et carrière
En 1962, Félix obtient son diplôme d’ingénieur civil électricien et électronicien à l’Université Lovanium de Léopoldville, l’actuelle faculté Polytechnique de l’Université de Kinshasa (UNIKIN). Une année plus tard, en 1963, il décroche un « master of science » à la prestigieuse « University of California » de Berkeley, aux États-Unis d’Amérique. En 1969, il décroche le grade de docteur en sciences appliquées à l’Université catholique de Louvain. Sa brillante carrière universitaire l’aide à assumer avec succès les plus hautes fonctions tant académiques que scientifiques. Toutefois, l’homme de sciences débute véritablement sa carrière de professeur en sciences nucléaires et ses recherches sur le réacteur Triga Mark II (Triga = Training Research Isotopes General Atomics) à l’université Lovanium dans les années 1963.

### Le nucléaire en RDC
En utilisant ses réseaux et ses relations, Luc Gillon a obtenu de la Belgique la création du Centre d’études nucléaires de Kinshasa sur le site de l’Université de Lovanium en 1959. Le 6 juin de la même année, le premier réacteur d’Afrique de type TRIGA MARK I est entré effectivement en service sur le site. 
Un an à peine après son installation, le 30 juin 1960, la République démocratique du Congo a accédé à la souveraineté nationale et internationale. Mais en remontant légèrement le temps, le 10 juin 1960, les autorités Belges, sentant justement approcher inévitablement l’indépendance, ont procédé à la mise en place du « Commissariat des sciences nucléaires » avec son siège à Léopoldville. Présidé par Mgr Luc Gillon, cette structure a reçu la lourde mission de promouvoir la recherche nucléaire et d’appliquer les résultats au développement socio-économique et au bien-être des populations du Congo. Le Commissariat des sciences nucléaires a réceptionné ce réacteur de recherche découvert par Luc Gillon lui-même en 1958 à Genève. S’adaptant parfaitement à la production d’isotopes au Congo, le réacteur TRIGA MARK I est devenu finalement l’outil principal du Centre nucléaire érigé sur le site universitaire qui dispose déjà, à l’époque, des laboratoires dans ses Facultés de sciences et de médecine, ainsi qu’à l’hôpital universitaire.

### Un jeune ingénieur
Ordonné prêtre en 1946 à Malines, Luc Gillon a effectué des études de doctorat en sciences physiques (énergie nucléaire) à Louvain en 1952. Il a poursuivi sa formation comme chercheur à l’Université de Princeton et de Berkeley, aux États-Unis d’Amérique. Enfin, il est envoyé au Congo-Belge dans les années 1954. À Lovanium, Luc Gillon forme son dauphin, un jeune ingénieur répondant au nom de Félix Malu wa Kalenga. Ce dernier va lui succéder dès les années 1965 au Commissariat des sciences nucléaires. Félix Malu n’a que 29 ans lorsque le Président de la République, Joseph Kasa-Vubu, le nomme Commissaire des sciences nucléaires. Lui et ses collaborateurs vont assurer brillamment la modernisation du réacteur TRIGA MARK I en TRIGA MARK II en dépit de la période tumultueuse marquée par le coup d’État du général Joseph-Désiré Mobutu quatre mois après la mise en place de son comité de direction. Des tensions politico-militaires vont également s’ensuivre pendant cette période. 
Sous les auspices de l’Organisation de l’unité africaine (OUA), le Centre nucléaire de Kinshasa se transforme en Centre nucléaire régional d’études nucléaires de Kinshasa (CREN-K). Placé sous la direction du professeur Malu, le Centre fournit les installations de recherche et les radio-isotopes à tous les membres de l’OUA. Cette transformation aide également à l’accélération du programme de modernisation de ce réacteur. En 1969, la première Conférence africaine sur la recherche nucléaire tenue à Kinshasa conjointement par le Commissariat des sciences nucléaires, l’OUA et l’AIEA, ouvre officiellement la voie à la construction du bâtiment devant abriter le nouveau réacteur. TRIGA MARK II est inauguré le 30 mars 1972 par le président Mobutu. Dans une volonté politique de s’imposer sur l’échiquier africain, le président Mobutu inaugure avec faste le nouveau réacteur avec ses installations de recherche. Par ailleurs, il assiste personnellement à sa pulsion à pleine puissance deux ans plus tard, en 1974. Le pari est gagné pour le Zaïre de l’époque qui dispose désormais du réacteur nucléaire le plus puissant d‘Afrique en mode pulsé. Ce leadership va se maintenir pendant plus de 10 ans. 
La restructuration de 1978 conduit à la création du Commissariat général à l’énergie atomique en remplacement du Commissariat des sciences nucléaires. Placé toujours sous la conduite du professeur Malu, cette structure marque l’une des périodes riches dans l’histoire congolaise du nucléaire, avec la diversification des travaux de recherche dans tous les domaines de recherche traditionnels (génie nucléaire, chimie nucléaire, agriculture, médecine nucléaire, radiobiologie, etc.). Le pays n’enregistre aucun accident tout au long du fonctionnement du TRIGA MARK I et du TRIGA MARK II. 
Entre 1965 et 2000, Malu et son équipe travaillent durement à la promotion et l’utilisation de l’énergie atomique en Afrique et au Congo. En tant que Gouverneur au sein du Conseil de l’AIEA, Malu représente son pays au sein de cet organe de décision à 5 reprises entre 1963 et 1993. Il occupe plusieurs fonctions académiques et scientifiques au cours de sa riche carrière. Au regard de sa position, Malu apporte également ses idées au débat politique général. En réfléchissant sur la manière de « fonder dans la durée la prospérité de la nation », il prononce un discours magistral le 17 mai 1992 à la Conférence nationale souveraine. Malu se projette dans l’avenir, et il livre sa vision sur la révolution de l’intelligence qui doit s’opérer, selon lui, dans quatre domaines : les nouveaux matériaux, les biotechnologies, l’informatique et la production des énergies renouvelables (y compris les énergies renouvelables). Il s’agit aujourd’hui des domaines qui révolutionnent le monde sous le vocable de la 4e Révolution industrielle.
| Année                 | Domaine académique                                            |
| --------------------- | ------------------------------------------------------------- |
| 1936-1969             | Professeur à l’Université de Lovanium                         |
| 1969-2000             | Professeur ordinaire                                          |
| 1970-1978             | Doyen de la Faculté Polytechnique de l’Université de Kinshasa |
| 2000- jusqu'à sa mort | Professeur émérite                                            |

| Quelques fonctions du professeur Malu dans le domaine scientifique (période : 1965-2000)                |
| --- |
| Directeur général du Centre régional d’étude nucléaire de Kinshasa                                      |
| Membre du Conseil scientifique de l’OUA                                                                 |
| Directeur du Service présidentiel d’études                                                              |
| Membre du Conseil scientifique consultatif de l’Agence de physique théorique de Trieste, Italie         |
| Membre du Conseil scientifique consultatif de l’Agence internationale de l’énergie atomique, Vienne     |
| Président du Conseil scientifique national                                                              |
| Membre de l’Académie Pontificale des Sciences du Vatican pour la physique appliquée                     |
| Membre fondateur de la World academy of sciences for the advancement of science in developing countries |

### Mort et hommage
Le professeur Félix Malu s’éteint le vendredi 22 avril 2011 à l’âge de 75 ans de suite d’une longue maladie. Le Gouvernement de la RDC représenté, en avril 2011, par le ministre de la Recherche scientifique, Jean-Pierre Bokole wa Mpoka, déclare que « le Congo tout entier est très affligé par cette disparition au moment où le pays a tellement besoin d’hommes de sciences pour le développement de la recherche scientifique ». 
Les éloges funèbres fusent de partout. A l’Académie Royale des Sciences d’Outre-Mer de Belgique où il était membre depuis le 13 novembre 1979, on salue la mémoire de l’homme de sciences et de principes : « Il a toujours été un battant assidu et rigoureux pour la bonne cause, un homme de principes, fidèle et dévoué à son entourage, à son laboratoire et à sa famille », affirme Dr Ir Georges Van Goethem. Le professeur Malu, ajoute-t-il, « voulait que la jeunesse perçoive le bien-fondé de rester longtemps à l’école et de se diriger vers des métiers intellectuels ». Aucun développement n’est possible sans cadres universitaires et sans recherches, disait souvent l’illustre disparu. L’autre vibrant hommage vient directement de l’Académie Pontificale des Sciences du Vatican : « Il a travaillé à la promotion et à l’utilisation de l’énergie atomique en Afrique et au Zaïre qui a abouti à la création, sous les auspices de l’OUA, du Centre régional d’études nucléaires de Kinshasa ». Depuis le 29 avril 2011, Malu wa Kalenga repose au cimetière «Nouvelle Cité »de Mbenseke Mfuti, dans l’Ouest de Kinshasa.

## Travail scientifique
Félix Malu wa Kalenga a écrit plus de 120 publications : L’électronique et la physique des réacteurs, les systèmes énergétiques en Afrique centrale, l’étude socio-économique de l’énergie dans les pays émergents, les relations entre sciences, technologies et sociétés.
| Reconnaissance et différents prix |
| --- |
| Membre correspondant Académie des sciences d’Outre-mer Belgique p. 77                                                                              |
| Membre fondateur Académie du Tiers Monde Trieste (Italie)                                                                                          |
| Membre fondateur de l’Académie Africaine des Sciences (Nairobi)                                                                                    |
| Membre de l’Académie pontificale des sciences du Vatican                                                                                           |
| Médaille d’or du mérite des sciences et lettres (RDC)                                                                                              |
| Prix international « Mercure d’or » (Italie) |
| Chevalier de l’Ordre de la Francophonie et du dialogue des cultures « La Pléiade » (France)                                                        |
| Commandeur de l’Ordre national du Léopard (RDC) |
| Médailles d’argent du Mérite civique (RDC) |
| Prix « Energy for mankind award 1987 » décerné par Global energy society for eradication of poverty ans hunger, Akron, Ohio, États-Unis d’Amérique |

### Recherches et publications
| Quelques domaines de recherche du professeur Malu |
| --- |
| Etude mathématique des phénomènes non linéaires et stochastiques : Le prof Malu se concentre principalement sur les circuits électroniques |
| Génie atomique : Son intérêt porte sur l’étude des réacteurs pulsés et des effets de bruits associés. Malu dirige la construction du réacteur TRIGA MARK II du CREN-K                                                                            |
| Etude socio-économique de l’énergie (y compris renouvelables) dans les pays émergents. Il réalise une étude comparative des systèmes énergétiques. Ses travaux et publications ont été déterminants dans l’éclosion des renouvelables en Afrique |
| Analyse des politiques de recherche et développement dans les pays émergents. Il s’intéresse aux relations entre science, technologie et société                                                                                                 |

| Publications les plus répandues | Description physique | Langues             | Éditeur |
| --- | -------------------- | ------------------- | --- |
| Les solutions possibles du problème du déficit énergétique de la région du Shaba en République du Zaïre | 124 p.               | Français            | Kinshasa : ONRD, 1972                                                                                      |
| Implications énergétiques de l'exode rural et de l'explosion démographique en Afrique au sud du Sahara | 183 p.               | Français            | Kinshasa: Presses universitaires du Zaïre , 1985                                                           |
| Science et technologie en Afrique (histoire, leçons et perspectives) | 266 p.               | Français            | Bruxelles : Académie royale des sciences d'outre-mer , 1992                                                |
| Les utilisations de l'énergie nucléaire : cas de l'Afrique | 217 p.               | Français            | Kinshasa : Presses universitaires du Zaïre, 1977                                                           |
| Prospection, exploitation et développement des minerais énergétiques dans la R.D.C. | 16 p.                | Anglais             | Kinshasa : ONRD, 1970                                                                                      |
| Le système energétique de la République Démocratique du Congo | 24 p.                | Français            | Kinshasa : ONRD, 1970                                                                                      |
| A propos de l'electrification de la voie ferrée Bas-Congo - Katanga | 8 p.                 | Français            | Kinshasa : ONRD, 1970                                                                                      |
| Caractéristiques de la demande d'énergie électrique en R.D.C. : indices de consommation d'énergie électrique - Volume 1 | 30 p.                | Français            | Kinshasa : ONRD, 1970                                                                                      |
| Recherches nucléaires et développement du Zaïre : 25 ans d'activités | 232 p.               | Français et Anglais | Kinshasa : Presse du Commissariat général à l'énergie atomique de la République du Zaïre, 1985 [i.e. 1986] |
| Sur les énergies nouvelles : l'énergie solaire | 157 p.               | Français            | Kinshasa : Imprimerie St-Paul, 1979                                                                        |
| La guerre de l'énergie, aura-t-elle lieu ? | 46 p.                | Français            | Kinshasa : Press universitaires du Zaire, 1976                                                             |
| Les méthodes de prévision de la consommation d'énergie électrique | 48 p.                | Français            | Commissariat des sciences nucléaires, 1976                                                                 |
| Sensitivity of optimal control : research project Thesis (M.S. in Electrical Engineering)--University of California, Berkeley                                                                                                   | 61 p.                | Anglais             | décembre 1963                                                                                              |
| L'énergie nucléaire : ses promesses, ses contraintes : le cas de l'Afrique | 44 p.                | Français            | Le Caire : Publications des Pères Jésuites, 1976                                                           |
| Experience of D.R.C. concerning the development of a research reactor in the Trico Nuclear Center Fourth United Nations International Conference on the Peaceful Uses of Atomic Energy; Geneva Switzerland, 6-16 September 1971 | 10 p.                | Français            | Geneva, Switzerland, 1971                                                                                  |
| Nuclear techniques and solar energy : a quest for sustainable development in Africa Article | p. 17 - 21           | Anglais             | Discovery and innovation Discovery and Innovation, vol. 4, no. 1, p. 17-21 vol. 4, no. 1                   |
| Langues : un couple harmonieux Article | p. 46 - 48           | Français            | Francia : Hachette Edicef, No. 10, avril 1989                                                              |

## Félix Malu et la politique
Invité à apporter sa solution pour améliorer le fonctionnement des institutions nationales après 31 années d’indépendance et poser les bases de la Troisième République, il présente, le 17 mai 1992, ses recettes pour réussir une politique de recherche et d’innovation dans un pays émergent. Il rappelle, en outre, l’importance d’investir sur la matière grise car, selon lui, la ressource renouvelable de base de l’humanité reste l’intelligence créatrice de l’homme lui-même. Il reste convaincu qu’il faut transmettre le savoir. Dans sa réflexion, il se pose une question : «Comment fonder dans la durée la prospérité de la Nation ». Visionnaire, il propose de miser sur la révolution de l’intelligence dans quatre domaines encore d’actualité de nos jours : les nouveaux matériaux, les biotechnologies, l’informatique et la production de l’énergie, entendues des énergies renouvelables.

## Félix Malu et le Centre Régional d'Études Nucléaires de Kinshasa (CREN-K)
Son engagement pour la promotion et l’utilisation de l’énergie atomique en Afrique et dans son pays, la RDC, aboutit à la création du Centre Régional d’Études Nucléaires de Kinshasa (CREN-K). Malu et ses collaborateurs poursuivent l’histoire du réacteur, notamment sa modernisation en TRIGA MARK II. Le CREN-K confirme la longue tradition nucléaire congolaise qui a commencé avec le réacteur TRICO sous le Professeur Luc Gillon. Pour l’Organisation de l’unité africaine (OUA), il fallait en faire un centre d’excellence pour arriver à créer d’autres installations de recherche nucléaire et fournir des radio-isotopes à tous les membres de l’OUA. Actuellement, d’autres pays africains ont réussi à construire leurs propres réacteurs nucléaires destinés à la recherche et à la formation. Le réacteur TRIGA MARK II développé par Malu à partir de 1969 n’a pas été utilisé dans toute sa capacité.

## Félix Malu et les mathématiques
En 1969, Malu devient docteur en sciences appliquées à l’Université catholique de Louvain. Il appartient précisément au groupe des mathématiques appliquées ou mathématiques au service de l’ingénieur. Traditionnellement, les grands domaines d’application des mathématiques appliquées à l’Université catholique de Louvain sont la gestion optimale des réseaux de communication, la planification de la production dans les ateliers de l’industrie manufacturière, le contrôle en temps réel des procédés industriels de production, la conduite automatique des systèmes électromécaniques complexes, la prévision à moyen terme des variables économiques ou environnementales et enfin la simulation numérique des systèmes. Dans ses nombreuses publications, Malu wa Kalenga a couvert les domaines des sciences pures et des sciences appliquées.

## Félix Malu et la physique
Par sa formation, Malu wa Kalenga est d’abord un ingénieur civile électricien et électronicien de la Faculté polytechnique de l’Université catholique de Lovanium. Il se spécialise plus tard en physique nucléaire. Il débute ainsi sa carrière de professeur en sciences nucléaires et ses recherches sur le réacteur TRIGA MARK II à l’université Lovanium. Au Commissariat des sciences nucléaires du Congo, Luc Gillon va le former pour qu’il lui succède.

## Félix Malu et l'Académie Pontificale des Sciences
Nommé membre de l’Académie Pontificale des Sciences pour la physique appliquée le 26 septembre 1983.